# 圆锥拉拉藤
圆锥拉拉藤（学名：Galium paniculatum）为茜草科拉拉藤属下的一个种。种名paniculatum意为圆锥形的。